# ゆめらいおん
ゆめらいおんは、東京メトロポリタンテレビジョン（TOKYO MX）のマスコットキャラクターである。2006年7月27日に誕生した。キャラクターデザインは村上隆による。

## 概要
同社が江東区青海から千代田区麹町に移転し、通称を従来の東京MXテレビ（東京MXTV）からTOKYO MXへ変更した2006年7月27日、それまで使用されていたキャラクターエム吉とエムりんに代わり登場した。
潤んだ水色の目に、虹を模した7色のたてがみが特徴のライオンであり、同局の局名告知や時折放送されるステーションID映像にも登場している。
オープニングでは、ゆめらいおんの銅像のようなものが割れた後、ゆめらいおんが現れ目を覚ます。クロージングでは、眠そうな様子のゆめらいおんが登場する。
なお、局名告知やステーションIDの映像では鳴き声程度であったが、2015年4月から5年間、毎月1本のペースでアニメーション映像が作られ、様々なセリフを喋った（声 - 岩田龍門）。さらに2017年7月には、着ぐるみが登場した。